# Kōsuke Takeuchi
Kōsuke Takeuchi (竹内公輔, Takeuchi Kōsuke), né le 29 janvier 1985, à Suita, au Japon, est un joueur japonais de basket-ball. Il évolue aux postes d'ailier fort et de pivot. Il a un frère jumeau lui aussi basketteur Joji Takeuchi.